# Имперское министерство путей сообщения

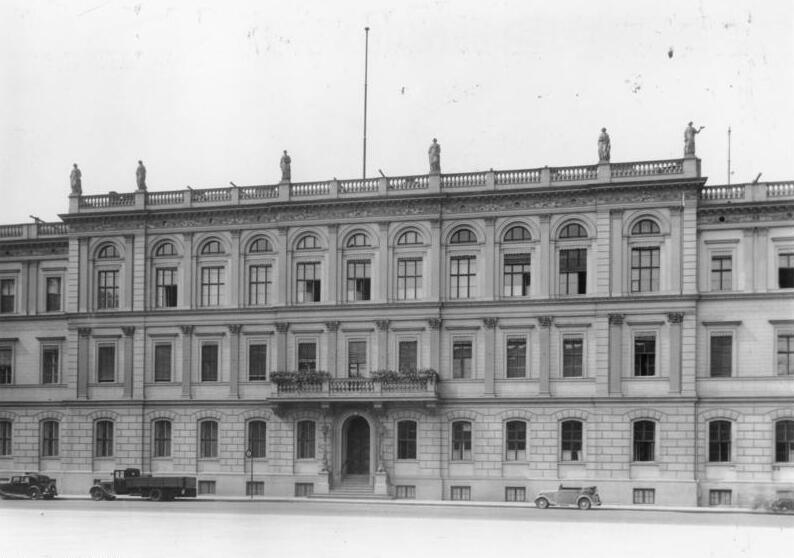
Имперское министерство путей сообщения, Берлин, Вильгельмплатц, 1937 год (Бундесархив).

Импе́рское министе́рство путе́й сообще́ния (нем. Reichsverkehrsministerium, RVM) — одно из министерств Германской империи в 1919-1945 гг.

## История
Преемник прусского министерства торговли, ремёсел и общественных работ.
Существовало до прихода НСДАП к власти в 1933 году. Осуществляло руководство дорожной службой Германии. До 1937 года фактически было объединено с Имперским министерством почты. До 1933 года являлось одним из ведущих правительственных ведомств Германской империи. В 1933 году вопросы строительства стратегических автобанов и железных дорог постепенно перешли в ведение Организации Тодта, а в ведении МПС остались лишь вопросы эксплуатации. С началом войны и передачей контроля над стратегическими путями сообщения в руки военного командования, а вопросов строительства и эксплуатации в руки министерства вооружений и боеприпасов и Организации Тодта роль МПС была сведена практически на нет.
После поражения нацистской Германии на базе оставшейся инфраструктуры в ФРГ возникло современное Федеральное министерство транспорта и цифровой инфраструктуры Германии.

## Руководители Министерства
Министр:
| Имя                       | Начало срока    | Конец срока     | Партия        | Кабинет                                           |
| ------------------------- | --------------- | --------------- | ------------- | ------------------------------------------------- |
| Иоганнес Белл             | 13 февраля 1919 | 1 мая 1920      | Партия Центра | Шейдеман, Бауэр, Мюллер I                         |
| Густав Бауэр              | 2 мая 1920      | 21 июня 1920    | СДПГ          | Мюллер I                                          |
| Вильгельм Грёнер          | 25 июня 1920    | 12 августа 1923 | б/п           | Ференбах, Вирт I и II, Куно                       |
| Рудольф Эзер              | 13 августа 1923 | 11 октября 1924 | НДП           | Штреземан I и Штреземан II, Маркс I и II          |
| Рудольф Кроне             | 12 октября 1924 | 17 декабря 1926 | ННП           | Маркс II, Брюнинг I и II, Лютер I и II, Маркс III |
| Вильгельм Кох             | 28 января 1927  | 12 июня 1928    | НННП          | Маркс IV                                          |
| Theodor von Guérard (1)   | 27 июня 1928    | 6 февраля 1929  | Партия Центра | Мюллер II                                         |
| Georg Schätzel            | 7 февраля 1929  | 12 апреля 1929  | БНП           | Мюллер II                                         |
| Адам Штегервальд          | 13 апреля 1929  | 27 марта 1930   | Партия Центра | Мюллер II                                         |
| Theodor von Guérard (2)   | 30 марта 1930   | 7 октября 1931  | Партия Центра | Брюнинг I                                         |
| Готфрид Тревиранус        | 9 октября 1931  | 30 мая 1932     | КНП           | Брюнинг II                                        |
| барон Эльц-Рюбенах, Пауль | 1 июня 1932     | 2 февраля 1937  | б/п           | Папен, Шлейхер, Гитлер                            |
| Юлиус Дорпмюллер          | 2 февраля 1937  | 23 мая 1945     | НСДАП         | Гитлер, Геббельс, Шверин фон Крозиг               |

Статс-секретари:
- 1932—1940 Густав Кёнингс
- 1937—1942 Вильгельм Клейнманн
- 1942—1945 Альберт Ганценмюллер